# Новотроянівська сільська рада
Новотроя́нівська сільська́ ра́да — колишня адміністративно-територіальна одиниця та орган місцевого самоврядування в Болградському районі Одеської області. Адміністративний центр — село Нові Трояни.

## Загальні відомості
Новотроянівська сільська рада утворена в 1940 році.
- Територія ради: 74,82 км²
- Населення ради: 4 234 особи (станом на 2001 рік)
- Територією ради протікає річка Великий Котлабух

## Населені пункти
Сільській раді були підпорядковані населені пункти:
- с. Нові Трояни

## Населення
Згідно з переписом 1989 року населення сільської ради становило 4151 особа, з яких 2008 чоловіків та 2143 жінки.
За переписом населення 2001 року в сільській раді мешкало 4146 осіб.

### Мова
Розподіл населення за рідною мовою за даними перепису 2001 року:
| Мова       | Відсоток |
| ---------- | -------- |
| болгарська | 95,63 %  |
| російська  | 1,51 %   |
| українська | 1,39 %   |
| гагаузька  | 0,73 %   |
| молдовська | 0,47 %   |
| циганська  | 0,09 %   |
| румунська  | 0,02 %   |

## Склад ради
Рада складається з 20 депутатів та голови.
- Голова ради: Кіров Дмитро Георгійович
- Секретар ради: Зеленкова Тетяна Семенівна

### Керівний склад попередніх скликань
| Прізвище, ім'я, по батькові | Основні відомості                                                         | Дата обрання | Дата звільнення |
| --------------------------- | ------------------------------------------------------------------------- | ------------ | --------------- |
| Неруца Іван Іванович        | Сільський голова, 1968 року народження, член Народної партії              | 26.03.2006   | 31.10.2010      |
| Кіров Дмитро Георгійович    | Сільський голова, 1958 року народження, освіта вища, член Партії регіонів | 31.10.2010   |                 |

Примітка: таблиця складена за даними сайту Верховної Ради України

### Депутати
За результатами місцевих виборів 2010 року депутатами ради стали:

#### За суб'єктами висування
| Суб'єкт висування           | Кількість обраних депутатів | %  |
| --------------------------- | --------------------------- | -- |
| Народна партія              | 10                          | 50 |
| Партія регіонів             | 8                           | 40 |
| Комуністична партія України | 2                           | 10 |

#### За округами
| № округу                    | Прізвище, ім'я, по батькові   | Дата визнання обраним | Освіта             | Партійна приналежність            | Відомості про обраного депутата                                       |
| --------------------------- | ----------------------------- | --------------------- | ------------------ | --------------------------------- | --------------------------------------------------------------------- |
| Комуністична партія України |                               |                       |                    |                                   |                                                                       |
| 13                          | Єнакіев Михайло Панасович     | 01.11.2010            | вища               | член Комуністичної партії України | пенсіонер                                                             |
| 19                          | Баранова Варвара Петрівна     | 01.11.2010            | вища               | позапартійна                      | Новотроянівський навчально-виховний комплекс, вчитель                 |
| Народна Партія              |                               |                       |                    |                                   |                                                                       |
| 2                           | Константинов Віталій Іванович | 01.11.2010            | вища               | член Народної партії              |                                                                       |
| 4                           | Кара Петро Юхимович           | 01.11.2010            | середня спеціальна | член Народної партії              | Новотроянівська сільська рада, начальник військового облікового стола |
| 7                           | Кара Іван Миколайович         | 01.11.2010            | вища               | член Народної партії              | Новотроянівська сільська рада, землевпорядник                         |
| 8                           | Чернєв Іван Семенович         | 01.11.2010            | середня спеціальна | член Народної партії              | Болградське лісне господарство, лісник                                |
| 10                          | Константинов Федір Давидович  | 01.11.2010            | середня            | позапартійний                     |                                                                       |
| 11                          | Кара Михайло Дмитрович        | 01.11.2010            | вища               | позапартійний                     | "КМД «Капітал», директор                                              |
| 15                          | Мерет Дмитро Васильович       | 01.11.2010            | вища               | член Народної партії              | ТОВ «Інзов», директор                                                 |
| 16                          | Горбан Федір Іванович         | 01.11.2010            | вища               | член Народної партії              | пенсіонер                                                             |
| 18                          | Червенков Іван Іванович       | 01.11.2010            | середня            | член Народної партії              | тимчасово не працює                                                   |
| 20                          | Єнакіев Володимир Іванович    | 01.11.2010            | вища               | позапартійний                     | Новотроянівський Будинок культури, директор                           |
| Партія регіонів             |                               |                       |                    |                                   |                                                                       |
| 1                           | Мінжирян Олександр Петрович   | 01.11.2010            | середня            | позапартійний                     |                                                                       |
| 3                           | Константинов Георгій Ілліч    | 01.11.2010            | вища               | член Партії регіонів              | Новотроянівський навчально-виховний комплекс, секретар                |
| 5                           | Чернєв Віталій Вікторович     | 01.11.2010            | вища               | позапартійний                     | ТОВ «Віна Троян», директор                                            |
| 6                           | Тодоров Іван Петрович         | 01.11.2010            | середня            | член Партії регіонів              | пенсіонер                                                             |
| 9                           | Деревенков Іван Іванович      | 01.11.2010            | середня спеціальна | позапартійний                     | Новотроянівський навчально-виховний комплекс, музичний керівник       |
| 12                          | Чернєв Віталій Сергійович     | 01.11.2010            | вища               | член Партії регіонів              | Новотроянівський пункт карантину рослин                               |
| 14                          | Зеленкова Тетяна Семенівна    | 01.11.2010            | вища               | член Партії регіонів              | Новотроянівська сільська рада, секретар                               |
| 17                          | Брадарський Іван Михайлович   | 01.11.2010            | середня спеціальна | позапартійний                     | тимчасово не працює                                                   |